# París-Roubaix 2003

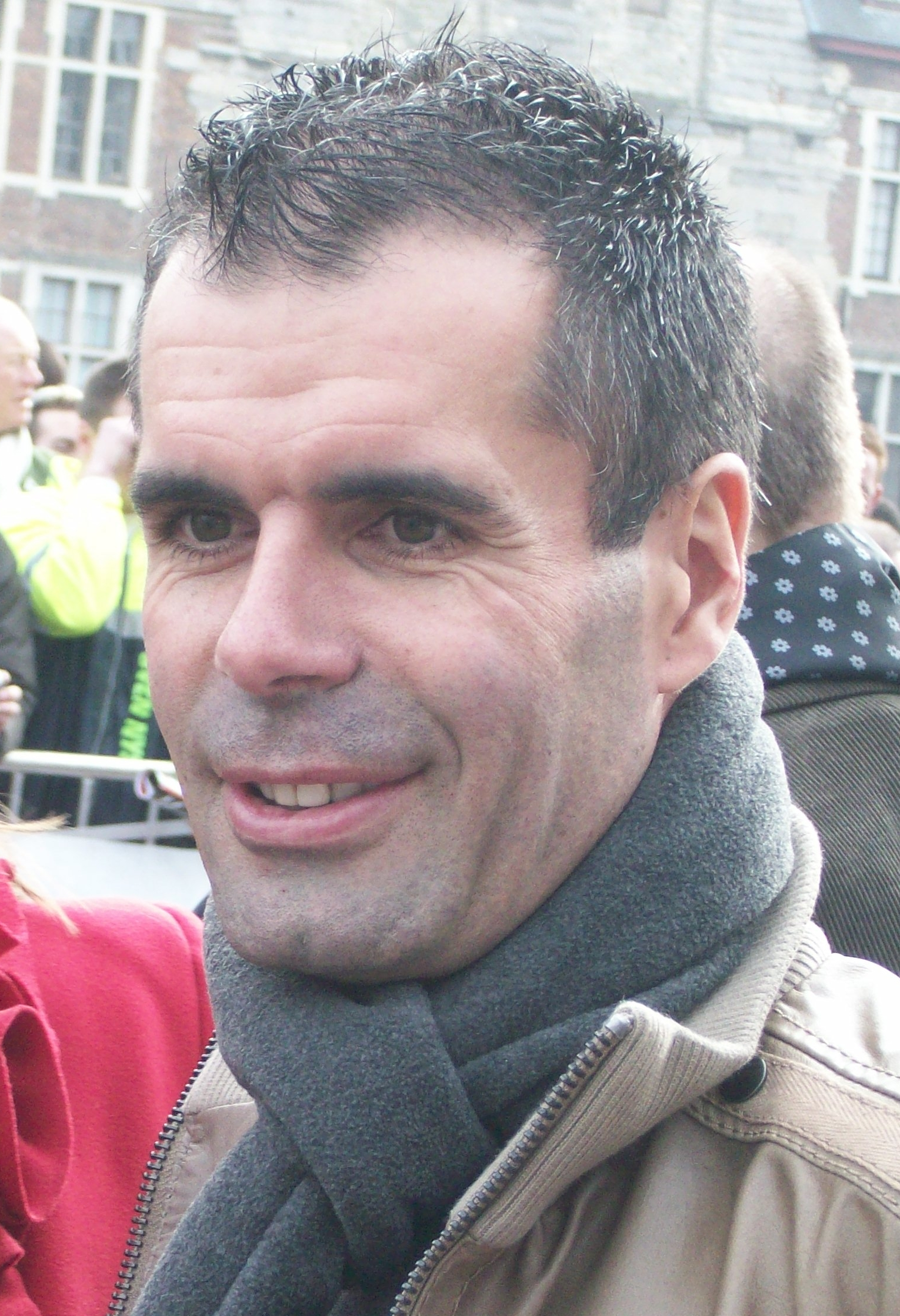
Peter Van Petegem, ganador de la París-Roubaix 2003

La París-Roubaix 2003 se disputó el 13 de abril de ese año siendo la 101.ª edición de esta clásica ciclista. Fue ganada por Peter Van Petegem, que consiguió ese mismo año la París-Roubaix y el Tour de Flandes.

## Clasificación final
| Posición | Ciclista           | Equipo                   | Tiempo          |
| -------- | ------------------ | ------------------------ | --------------- |
| 1        | Peter Van Petegem  | Lotto-Domo               | 6 h 11 min 35 s |
| 2        | Dario Pieri        | Saeco Macchine per Caffè | 0 s             |
| 3        | Viatcheslav Ekimov | US Postal                | 0 s             |
| 4        | Marc Wauters       | Rabobank                 | 15 s            |
| 5        | Andrea Tafi        | Team CSC                 | 36 s            |
| 6        | Romāns Vainšteins  | Vini Caldirola-Sidermec  | 36 s            |
| 7        | Servais Knaven     | Quick Step-Davitamon     | 36 s            |
| 8        | Daniele Nardello   | Team Telekom             | 36 s            |
| 9        | Rolf Aldag         | Team Telekom             | 36 s            |
| 10       | Sergueï Ivanov     | Fassa Bortolo            | 1 min 08 s      |